# SN 2011dv
SN 2011dv – supernowa typu Ia odkryta 28 czerwca 2011 roku w galaktyce NGC 6078. W momencie odkrycia miała maksymalną jasność 16,20m.